# Максимково (Селижаровский район)
Макси́мково — деревня в Селижаровском районе Тверской области. В составе Дмитровского сельского поселения, до 2013 года центр Максимковского сельского поселения.

Расположено к юго-западу от районного центра Селижарово, в 26 километрах по прямой, по автодороге: — 33 км через Дмитрово и 40 км через Оковцы.
В 1997 году — 47 хозяйств, 136 жителей.

Население по переписи 2002 года — 126 человек, 58 мужчин, 68 женщин.

Три улицы — Центральная, Новая, Солнечная.

Имеются:
- Центральная усадьба колхоза «Колос» (СПК «Агро-Колос»).
- МОУ «Максимковская основная общеобразовательная школа» (до 1997 года находилась в деревне Хмелевка и называлась Хмелевской)
- Дом культуры, почта, магазины.

Рядом (с запада) — речка (ручей) Холоменка, приток Песочни, притока Волги.
В середине XIX века относилась к Хитицкому приходу Самушкинской волости Осташковского уезда Тверской губернии. В 1889 — 34 двора, 219 жителей. В 1919 Максимково — центр одноимённого сельсовета Самушкинской волости Ржевского уезда., 46 дворов, 232 жителей.
В 1940-е годы относилась к Тверскому сельсовету Кировского района Калининской области.

## Население
| 2010 |
| ---- |
| 118  |